# Rey Manaj
Rey Aldo Manaj (Lushnjë, 24 febbraio 1997) è un calciatore albanese, attaccante dello Sharjah e della nazionale albanese.

## Caratteristiche tecniche
Punta centrale, che può essere impiegata anche come seconda punta, con un discreto fiuto del gol, il suo piede preferito è il destro. È molto veloce nella corsa ed ha una buona fisicità e resistenza grazie anche alla sua massa corporea, che gli permette di avere un'ottima forza negli stacchi di testa.

## Carriera

### Club
È cresciuto nelle giovanili del Piacenza, al fallimento della società biancorossa del 2012 passa alla vicina Cremonese, da lì in prestito alla Sampdoria. Terminata la stagione in quest'ultima anche per il passaggio della società da Edoardo Garrone a Massimo Ferrero non viene riscattato facendo così ritorno alla Cremonese con cui debutta in Lega Pro e nel calcio professionistico. Con la Cremonese segna 2 reti nel campionato di Lega Pro.

#### Inter
Il 15 luglio 2015 viene ceduto in prestito all'Inter in cambio dei prestiti di Fabio Eguelfi e Francesco Forte. Il 23 agosto successivo debutta in Serie A contro l'Atalanta subentrando a pochi minuti dalla fine della partita, ricevendo anche un'ammonizione. Il 15 dicembre fa il suo esordio assoluto nella Coppa Italia contro il Cagliari (3-0). In tutto colleziona 6 presenze in prima squadra mentre con la Primavera vince la Coppa Italia segnando peraltro nei rigori finali nella gara di ritorno della finale vinta contro la Juventus (1-2).
Il 24 giugno 2016 viene riscattato dall'Inter alla cifra stabilita l'estate precedente, ovvero 500.000 euro.

#### I prestiti al Pescara, Pisa e Granada
L'11 luglio 2016 si trasferisce al Pescara con la formula del prestito secco insieme a Cristiano Biraghi nell'ambito della trattativa che porterà Gianluca Caprari all'Inter nel 2017. Il 21 agosto seguente fa il suo esordio con la maglia degli abruzzesi nella partita Pescara-Napoli (2-2), subentrando al connazionale Ledian Memushaj nel secondo tempo. Il 28 agosto 2016 segna il suo primo gol in Serie A contro il Sassuolo, partita poi che si è conclusa sul 2-1 per gli emiliani. Il gol è conteggiato nelle statistiche nonostante la vittoria a tavolino decretata successivamente a favore del Pescara (0-3) per la presenza in campo di Antonino Ragusa, giocatore della squadra di casa non inserito nella lista depositata alla FIGC.
Dopo soli sei mesi conclude la sua esperienza pescarese con 12 presenze e 2 reti in massima serie. Il 18 gennaio 2017 rientra all'Inter, che lo gira in prestito al Pisa in Serie B. Esordisce il 22 gennaio successivo nella partita casalinga contro la Ternana, match in cui sbaglia un calcio di rigore. Il 12 marzo 2017 segna il suo primo gol in Serie B contro il Vicenza, partita poi terminata con una sconfitta per 2-1. Chiude la sua esperienza pisana (in cui ha avuto dissidi col tecnico dei nerazzurri Gennaro Gattuso) con 17 presenze e 2 reti, con la squadra che retrocede in Serie C.
Il 30 agosto 2017 viene trovato l'accordo per il trasferimento in prestito annuale al Granada, club andaluso di Segunda División spagnola, il quale si riserva del diritto d'acquisto.. Nella stagione disputa 19 presenze in campionato segnando una rete.

#### Albacete
Il 30 giugno 2018 passa in prestito con obbligo di riscatto all'Albacete con diritto di riacquisto a favore dell'Inter, firmando un contratto quinquennale con scadenza il 30 giugno 2023. Termina la stagione con 30 presenze e 7 gol tra campionato e coppa nazionale ed il 9 luglio 2019 viene riscattato dal club spagnolo per 2,5 milioni di euro. Nella prima parte della nuova stagione segna 3 gol in 10 incontri.

#### Barcellona
Il 21 gennaio 2020 viene acquistato a titolo definitivo dal Barcellona per 700.000 euro più 2 milioni di bonus e aggregato inizialmente al Barcellona B.
Il 15 febbraio 2020, riceve la prima convocazione in prima squadra del Barcellona dall'allenatore Quique Setién per la partita contro il Getafe valida per la 24ª giornata della Primera División, senza però far ingresso in campo. Dopo aver collezionato 31 presenze e 16 gol, il 14 agosto 2021 il club ne annuncia l'inserimento nella rosa della prima squadra.

#### Prestito allo Spezia
Il 31 agosto 2021 viene ceduto allo Spezia con la formula del prestito oneroso da 500.000 euro con diritto di opzione fissato a 3,5 milioni. Il 19 settembre esordisce con gli spezzini nella vittoria in casa del Venezia per 2-1, subentrando a Jacopo Sala. Il 5 dicembre segna la sua prima rete con gli spezzini, in occasione della partita casalinga pareggiata col Sassuolo per 2-2. In tutto mette insieme 30 presenze e 5 gol in Serie A.

#### Watford
L'11 luglio 2022 viene ceduto a titolo definitivo al Watford, club di Championship, con cui firma un contratto triennale. Complici alcuni problemi fisici, di comune accordo il suo contratto viene rescisso dopo appena 6 partite l'8 febbraio 2023.

#### Sivasspor
Il 22 agosto 2023 firma un contratto triennale col Sivasspor con cui mette a segno 18 reti in campionato piazzandosi terzo nella classifica capocannonieri alle spalle di Mauro Icardi (25 gol) ed Edin Dzeko (21).

### Nazionale
Colleziona 3 presenze ed una rete con l'Under-19. Al debutto nell'Under-21 segna contro il Liechtenstein Under-21, partita valida per le qualificazioni all'Europeo 2017.
Il 9 novembre 2015 riceve la sua prima convocazione dal C.T. Gianni De Biasi in nazionale maggiore per le partite amichevoli contro Kosovo e Georgia. Esordisce 4 giorni più tardi, segnando un gol ad appena 12 secondi dal proprio ingresso in campo e stabilendo un primato della squadra.

## Statistiche

### Presenze e reti nei club
Statistiche aggiornate al 25 ottobre 2024.
| Stagione            | Squadra             | Campionato          | Campionato | Campionato | Coppe nazionali | Coppe nazionali | Coppe nazionali | Coppe continentali | Coppe continentali | Coppe continentali | Altre coppe | Altre coppe | Altre coppe | Totale | Totale |
| Stagione            | Squadra             | Comp                | Pres       | Reti       | Comp            | Pres            | Reti            | Comp               | Pres               | Reti               | Comp        | Pres        | Reti        | Pres   | Reti   |
| ------------------- | ------------------- | ------------------- | ---------- | ---------- | --------------- | --------------- | --------------- | ------------------ | ------------------ | ------------------ | ----------- | ----------- | ----------- | ------ | ------ |
| 2014-2015           | Cremonese           | LP                  | 23         | 2          | CI+CI-LP        | 3+1             | 0               | -                  | -                  | -                  | -           | -           | -           | 27     | 2      |
| 2015-2016           | Inter               | A                   | 4          | 0          | CI              | 2               | 0               | -                  | -                  | -                  | -           | -           | -           | 6      | 0      |
| 2016-gen. 2017      | Pescara             | A                   | 12         | 2          | CI              | 1               | 0               | -                  | -                  | -                  | -           | -           | -           | 13     | 2      |
| gen.-giu. 2017      | Pisa                | B                   | 17         | 2          | CI              | 0               | 0               | -                  | -                  | -                  | -           | -           | -           | 17     | 2      |
| 2017-2018           | Granada             | SD                  | 19         | 1          | CR              | 1               | 0               | -                  | -                  | -                  | -           | -           | -           | 20     | 1      |
| 2018-2019           | Albacete            | SD                  | 27+2       | 6+0        | CR              | 1               | 1               | -                  | -                  | -                  | -           | -           | -           | 30     | 7      |
| 2019-gen. 2020      | Albacete            | SD                  | 10         | 3          | CR              | 1               | 0               | -                  | -                  | -                  | -           | -           | -           | 11     | 3      |
| Totale Albacete     | Totale Albacete     | Totale Albacete     | 37+2       | 9+0        |                 | 2               | 1               |                    | -                  | -                  |             | -           | -           | 41     | 10     |
| gen.-giu. 2020      | Barcellona B        | SDB                 | 6+3        | 1+1        | -               | -               | -               | -                  | -                  | -                  | -           | -           | -           | 9      | 2      |
| 2020-2021           | Barcellona B        | SDB                 | 15+7       | 8+6        | -               | -               | -               | -                  | -                  | -                  | -           | -           | -           | 22     | 14     |
| Totale Barcellona B | Totale Barcellona B | Totale Barcellona B | 21+10      | 9+7        |                 | -               | -               |                    | -                  | -                  |             | -           | -           | 31     | 16     |
| 2021-2022           | Spezia              | A                   | 30         | 5          | CI              | 0               | 0               | -                  | -                  | -                  | -           | -           | -           | 30     | 5      |
| 2022-feb. 2023      | Watford             | FLC                 | 6          | 0          | FACup+CdL       | 0+1             | 0               | -                  | -                  | -                  | -           | -           | -           | 7      | 0      |
| 2023-2024           | Sivasspor           | SL                  | 33         | 18         | TK              | 3               | 4               | -                  | -                  | -                  | -           | -           | -           | 36     | 22     |
| 2024-2025           | Sivasspor           | SL                  | 27         | 12         | TK              | 0               | 0               | -                  | -                  | -                  | -           | -           | -           | 27     | 12     |
| Totale Sivasspor    | Totale Sivasspor    | Totale Sivasspor    | 60         | 30         |                 | 3               | 4               |                    | -                  | -                  |             | -           | -           | 63     | 34     |
| Totale carriera     | Totale carriera     | Totale carriera     | 241        | 67         |                 | 14              | 5               |                    | -                  | -                  |             | -           | -           | 255    | 72     |

### Cronologia presenze e reti in nazionale
| Cronologia completa delle presenze e delle reti in nazionale ― Albania | Cronologia completa delle presenze e delle reti in nazionale ― Albania | Cronologia completa delle presenze e delle reti in nazionale ― Albania | Cronologia completa delle presenze e delle reti in nazionale ― Albania | Cronologia completa delle presenze e delle reti in nazionale ― Albania | Cronologia completa delle presenze e delle reti in nazionale ― Albania | Cronologia completa delle presenze e delle reti in nazionale ― Albania | Cronologia completa delle presenze e delle reti in nazionale ― Albania |
| Data                                                                   | Città                                                                  | In casa                                                                | Risultato                                                              | Ospiti                                                                 | Competizione                                                           | Reti                                                                   | Note                                                                   |
| ---------------------------------------------------------------------- | ---------------------------------------------------------------------- | ---------------------------------------------------------------------- | ---------------------------------------------------------------------- | ---------------------------------------------------------------------- | ---------------------------------------------------------------------- | ---------------------------------------------------------------------- | ---------------------------------------------------------------------- |
| 13-11-2015                                                             | Pristina                                                               | Kosovo                                                                 | 2 – 2                                                                  | Albania                                                                | Amichevole                                                             | 1                                                                      | 54’ 68’                                                                |
| 16-11-2015                                                             | Tirana                                                                 | Albania                                                                | 2 – 2                                                                  | Georgia                                                                | Amichevole                                                             | -                                                                      | 64’                                                                    |
| 12-11-2016                                                             | Elbasan                                                                | Albania                                                                | 0 – 3                                                                  | Israele                                                                | Qual. Mondiali 2018                                                    | -                                                                      | 82’                                                                    |
| 29-5-2018                                                              | Zurigo                                                                 | Albania                                                                | 0 – 3                                                                  | Kosovo                                                                 | Amichevole                                                             | -                                                                      | 44’                                                                    |
| 2-6-2018                                                               | Évian-les-Bains                                                        | Albania                                                                | 1 – 4                                                                  | Ucraina                                                                | Amichevole                                                             | -                                                                      | 58’                                                                    |
| 10-9-2018                                                              | Glasgow                                                                | Scozia                                                                 | 2 – 0                                                                  | Albania                                                                | UEFA Nations League 2018-2019 - 1º turno                               | -                                                                      | 66’                                                                    |
| 10-10-2018                                                             | Elbasan                                                                | Albania                                                                | 0 – 0                                                                  | Giordania                                                              | Amichevole                                                             | -                                                                      | 90’                                                                    |
| 17-11-2018                                                             | Scutari                                                                | Albania                                                                | 0 – 4                                                                  | Scozia                                                                 | UEFA Nations League 2018-2019 - 1º turno                               | -                                                                      | 12’ 62’                                                                |
| 10-9-2019                                                              | Elbasan                                                                | Albania                                                                | 4 – 2                                                                  | Islanda                                                                | Qual. Euro 2020                                                        | -                                                                      |                                                                        |
| 11-10-2019                                                             | Istanbul                                                               | Turchia                                                                | 1 – 0                                                                  | Albania                                                                | Qual. Euro 2020                                                        | -                                                                      |                                                                        |
| 14-10-2019                                                             | Chișinău                                                               | Moldavia                                                               | 0 – 4                                                                  | Albania                                                                | Qual. Euro 2020                                                        | 1                                                                      |                                                                        |
| 14-11-2019                                                             | Elbasan                                                                | Albania                                                                | 2 – 2                                                                  | Andorra                                                                | Qual. Euro 2020                                                        | 1                                                                      |                                                                        |
| 17-11-2019                                                             | Tirana                                                                 | Albania                                                                | 0 – 2                                                                  | Francia                                                                | Qual. Euro 2020                                                        | -                                                                      |                                                                        |
| 4-9-2020                                                               | Minsk                                                                  | Bielorussia                                                            | 0 – 2                                                                  | Albania                                                                | UEFA Nations League 2020-2021 - 1º turno                               | -                                                                      | 90’                                                                    |
| 7-9-2020                                                               | Tirana                                                                 | Albania                                                                | 0 – 1                                                                  | Lituania                                                               | UEFA Nations League 2020-2021 - 1º turno                               | -                                                                      |                                                                        |
| 11-10-2020                                                             | Almaty                                                                 | Kazakistan                                                             | 0 – 0                                                                  | Albania                                                                | UEFA Nations League 2020-2021 - 1º turno                               | -                                                                      | 82’                                                                    |
| 14-10-2020                                                             | Vilnius                                                                | Lituania                                                               | 0 – 0                                                                  | Albania                                                                | UEFA Nations League 2020-2021 - 1º turno                               | -                                                                      | 78’                                                                    |
| 11-11-2020                                                             | Elbasan                                                                | Albania                                                                | 2 – 1                                                                  | Kosovo                                                                 | Amichevole                                                             | -                                                                      | 46’                                                                    |
| 15-11-2020                                                             | Tirana                                                                 | Albania                                                                | 3 – 1                                                                  | Kazakistan                                                             | UEFA Nations League 2020-2021 - 1º turno                               | 1                                                                      | 86’                                                                    |
| 18-11-2020                                                             | Tirana                                                                 | Albania                                                                | 3 – 2                                                                  | Bielorussia                                                            | UEFA Nations League 2020-2021 - 1º turno                               | 1                                                                      | 71’ 90+5’                                                              |
| 25-3-2021                                                              | Andorra la Vella                                                       | Andorra                                                                | 0 – 1                                                                  | Albania                                                                | Qual. Mondiali 2022                                                    | -                                                                      | 62’ 63’                                                                |
| 28-3-2021                                                              | Tirana                                                                 | Albania                                                                | 0 – 2                                                                  | Inghilterra                                                            | Qual. Mondiali 2022                                                    | -                                                                      | 59’                                                                    |
| 31-3-2021                                                              | Serravalle                                                             | San Marino                                                             | 0 – 2                                                                  | Albania                                                                | Qual. Mondiali 2022                                                    | 1                                                                      | 87’                                                                    |
| 5-6-2021                                                               | Cardiff                                                                | Galles                                                                 | 0 – 0                                                                  | Albania                                                                | Amichevole                                                             | -                                                                      | 37’ 77’                                                                |
| 8-6-2021                                                               | Praga                                                                  | Rep. Ceca                                                              | 3 – 1                                                                  | Albania                                                                | Amichevole                                                             | -                                                                      | 81’                                                                    |
| 2-9-2021                                                               | Varsavia                                                               | Polonia                                                                | 4 – 1                                                                  | Albania                                                                | Qual. Mondiali 2022                                                    | -                                                                      | 65’ 67’                                                                |
| 8-9-2021                                                               | Elbasan                                                                | Albania                                                                | 5 – 0                                                                  | San Marino                                                             | Qual. Mondiali 2022                                                    | 1                                                                      |                                                                        |
| 9-10-2021                                                              | Budapest                                                               | Ungheria                                                               | 0 – 1                                                                  | Albania                                                                | Qual. Mondiali 2022                                                    | -                                                                      | 66’                                                                    |
| 12-10-2021                                                             | Tirana                                                                 | Albania                                                                | 0 – 1                                                                  | Polonia                                                                | Qual. Mondiali 2022                                                    | -                                                                      |                                                                        |
| 26-3-2022                                                              | Cornellà de Llobregat                                                  | Spagna                                                                 | 2 – 1                                                                  | Albania                                                                | Amichevole                                                             | -                                                                      | 84’                                                                    |
| 29-3-2022                                                              | Tirana                                                                 | Albania                                                                | 0 – 0                                                                  | Georgia                                                                | Amichevole                                                             | -                                                                      | 65’                                                                    |
| 22-3-2024                                                              | Parma                                                                  | Albania                                                                | 0 – 3                                                                  | Cile                                                                   | Amichevole                                                             | -                                                                      | 68’                                                                    |
| 3-6-2024                                                               | Szombathely                                                            | Albania                                                                | 3 – 0                                                                  | Liechtenstein                                                          | Amichevole                                                             | -                                                                      | 62’                                                                    |
| 7-6-2024                                                               | Szombathely                                                            | Albania                                                                | 3 – 1                                                                  | Azerbaigian                                                            | Amichevole                                                             | 1                                                                      | 46’                                                                    |
| 15-6-2024                                                              | Dortmund                                                               | Italia                                                                 | 2 – 1                                                                  | Albania                                                                | Euro 2024 - 1º turno                                                   | -                                                                      | 77’                                                                    |
| 19-6-2024                                                              | Amburgo                                                                | Croazia                                                                | 2 – 2                                                                  | Albania                                                                | Euro 2024 - 1º turno                                                   | -                                                                      | 85’                                                                    |
| 24-6-2024                                                              | Düsseldorf                                                             | Albania                                                                | 0 – 1                                                                  | Spagna                                                                 | Euro 2024 - 1º turno                                                   | -                                                                      | 58’                                                                    |
| 7-9-2024                                                               | Praga                                                                  | Ucraina                                                                | 1 – 2                                                                  | Albania                                                                | UEFA Nations League 2024-2025 - 1º turno                               | -                                                                      |                                                                        |
| 10-9-2024                                                              | Tirana                                                                 | Albania                                                                | 0 – 1                                                                  | Georgia                                                                | UEFA Nations League 2024-2025 - 1º turno                               | -                                                                      | 72’                                                                    |
| 24-3-2025                                                              | Tirana                                                                 | Albania                                                                | 3 – 0                                                                  | Andorra                                                                | Qual. Mondiali 2026                                                    | 2                                                                      |                                                                        |
| 7-6-2025                                                               | Tirana                                                                 | Albania                                                                | 0 – 0                                                                  | Serbia                                                                 | Qual. Mondiali 2026                                                    | -                                                                      | 62’                                                                    |
| 10-6-2025                                                              | Riga                                                                   | Lettonia                                                               | 1 – 1                                                                  | Albania                                                                | Qual. Mondiali 2026                                                    | -                                                                      | Cap. 82’                                                               |
| Totale                                                                 |                                                                        | Presenze (40º posto)                                                   | 42                                                                     |                                                                        | Reti (8º posto)                                                        | 10                                                                     |                                                                        |

| Cronologia completa delle presenze e delle reti in nazionale ― Albania under 21 | Cronologia completa delle presenze e delle reti in nazionale ― Albania under 21 | Cronologia completa delle presenze e delle reti in nazionale ― Albania under 21 | Cronologia completa delle presenze e delle reti in nazionale ― Albania under 21 | Cronologia completa delle presenze e delle reti in nazionale ― Albania under 21 | Cronologia completa delle presenze e delle reti in nazionale ― Albania under 21 | Cronologia completa delle presenze e delle reti in nazionale ― Albania under 21 | Cronologia completa delle presenze e delle reti in nazionale ― Albania under 21 |
| Data                                                                            | Città                                                                           | In casa                                                                         | Risultato                                                                       | Ospiti                                                                          | Competizione                                                                    | Reti                                                                            | Note                                                                            |
| ------------------------------------------------------------------------------- | ------------------------------------------------------------------------------- | ------------------------------------------------------------------------------- | ------------------------------------------------------------------------------- | ------------------------------------------------------------------------------- | ------------------------------------------------------------------------------- | ------------------------------------------------------------------------------- | ------------------------------------------------------------------------------- |
| 28-3-2015                                                                       | Vaduz                                                                           | Liechtenstein under 21                                                          | 0 – 2                                                                           | Albania under 21                                                                | Qual. Europeo Under-21 2017                                                     | 1                                                                               | 46’ 90+3’                                                                       |
| 3-9-2015                                                                        | Tirana                                                                          | Albania under 21                                                                | 1 – 1                                                                           | Israele under 21                                                                | Qual. Europeo Under-21 2017                                                     | -                                                                               | 29’                                                                             |
| 13-10-2015                                                                      | Felcsút                                                                         | Ungheria under 21                                                               | 2 – 2                                                                           | Albania under 21                                                                | Qual. Europeo Under-21 2017                                                     | 1                                                                               |                                                                                 |
| 24-3-2016                                                                       | Elbasan                                                                         | Albania under 21                                                                | 0 – 0                                                                           | Grecia under 21                                                                 | Qual. Europeo Under-21 2017                                                     | -                                                                               |                                                                                 |
| 28-3-2016                                                                       | Elbasan                                                                         | Albania under 21                                                                | 2 – 1                                                                           | Ungheria under 21                                                               | Qual. Europeo Under-21 2017                                                     | 1                                                                               |                                                                                 |
| 10-8-2016                                                                       | San Benedetto del Tronto                                                        | Italia under 21                                                                 | 0 – 0                                                                           | Albania under 21                                                                | Amichevole                                                                      | -                                                                               |                                                                                 |
| 2-9-2016                                                                        | Atene                                                                           | Grecia under 21                                                                 | 2 – 1                                                                           | Albania under 21                                                                | Qual. Europeo Under-21 2017                                                     | -                                                                               | 90+4’                                                                           |
| 23-3-2018                                                                       | Tirana                                                                          | Albania under 21                                                                | 2 – 3                                                                           | Slovacchia under 21                                                             | Qual. Europeo Under-21 2019                                                     | 2                                                                               |                                                                                 |
| 27-3-2018                                                                       | Žilina                                                                          | Slovacchia under 21                                                             | 4 – 1                                                                           | Albania under 21                                                                | Qual. Europeo Under-21 2019                                                     | 1                                                                               | 35’                                                                             |
| Totale                                                                          |                                                                                 | Presenze                                                                        | 9                                                                               |                                                                                 | Reti                                                                            | 6                                                                               |                                                                                 |

| Cronologia completa delle presenze e delle reti in nazionale ― Albania under 19 | Cronologia completa delle presenze e delle reti in nazionale ― Albania under 19 | Cronologia completa delle presenze e delle reti in nazionale ― Albania under 19 | Cronologia completa delle presenze e delle reti in nazionale ― Albania under 19 | Cronologia completa delle presenze e delle reti in nazionale ― Albania under 19 | Cronologia completa delle presenze e delle reti in nazionale ― Albania under 19 | Cronologia completa delle presenze e delle reti in nazionale ― Albania under 19 | Cronologia completa delle presenze e delle reti in nazionale ― Albania under 19 |
| Data                                                                            | Città                                                                           | In casa                                                                         | Risultato                                                                       | Ospiti                                                                          | Competizione                                                                    | Reti                                                                            | Note                                                                            |
| ------------------------------------------------------------------------------- | ------------------------------------------------------------------------------- | ------------------------------------------------------------------------------- | ------------------------------------------------------------------------------- | ------------------------------------------------------------------------------- | ------------------------------------------------------------------------------- | ------------------------------------------------------------------------------- | ------------------------------------------------------------------------------- |
| 12-11-2014                                                                      | Lagos                                                                           | Danimarca under 19                                                              | 1 – 0                                                                           | Albania under 19                                                                | Qual. Europeo Under-19 2015                                                     | -                                                                               | 60’                                                                             |
| 17-11-2014                                                                      | Parchal                                                                         | Galles under 19                                                                 | 2 – 1                                                                           | Albania under 19                                                                | Qual. Europeo Under-19 2015                                                     | -                                                                               | 62’                                                                             |
| 7-1-2015                                                                        | Elbasan                                                                         | Italia under 18                                                                 | 2 – 1                                                                           | Albania under 19                                                                | Amichevole                                                                      | 1                                                                               | 90+3’                                                                           |
| Totale                                                                          |                                                                                 | Presenze                                                                        | 3                                                                               |                                                                                 | Reti                                                                            | 1                                                                               |                                                                                 |

## Palmarès

### Club

#### Competizioni giovanili
- Coppa Italia Primavera: 1

Inter: 2015-2016